# Voreppe
Voreppe este o comună în departamentul Isère din sud-estul Franței. În 2009 avea o populație de 9.732 de locuitori.

## Evoluția populației
| An        | 1975  | 1982  | 1990  | 1999  | 2006  | 2009  |
| --------- | ----- | ----- | ----- | ----- | ----- | ----- |
| Populație | 5.995 | 7.970 | 8.446 | 9.231 | 9.615 | 9.732 |

## Localități înfrățite
Voreppe este înfrățit cu:
- Lapoș, România, începând cu 1990;
- Castelnovo ne' Monti, Italia, începând cu 1994;
- Lichtenstein, Baden-Württemberg, Germania, începând cu 1992.

## Personalități născute aici
- Jean Achard (1807 – 1884), pictor.